# Storstappen

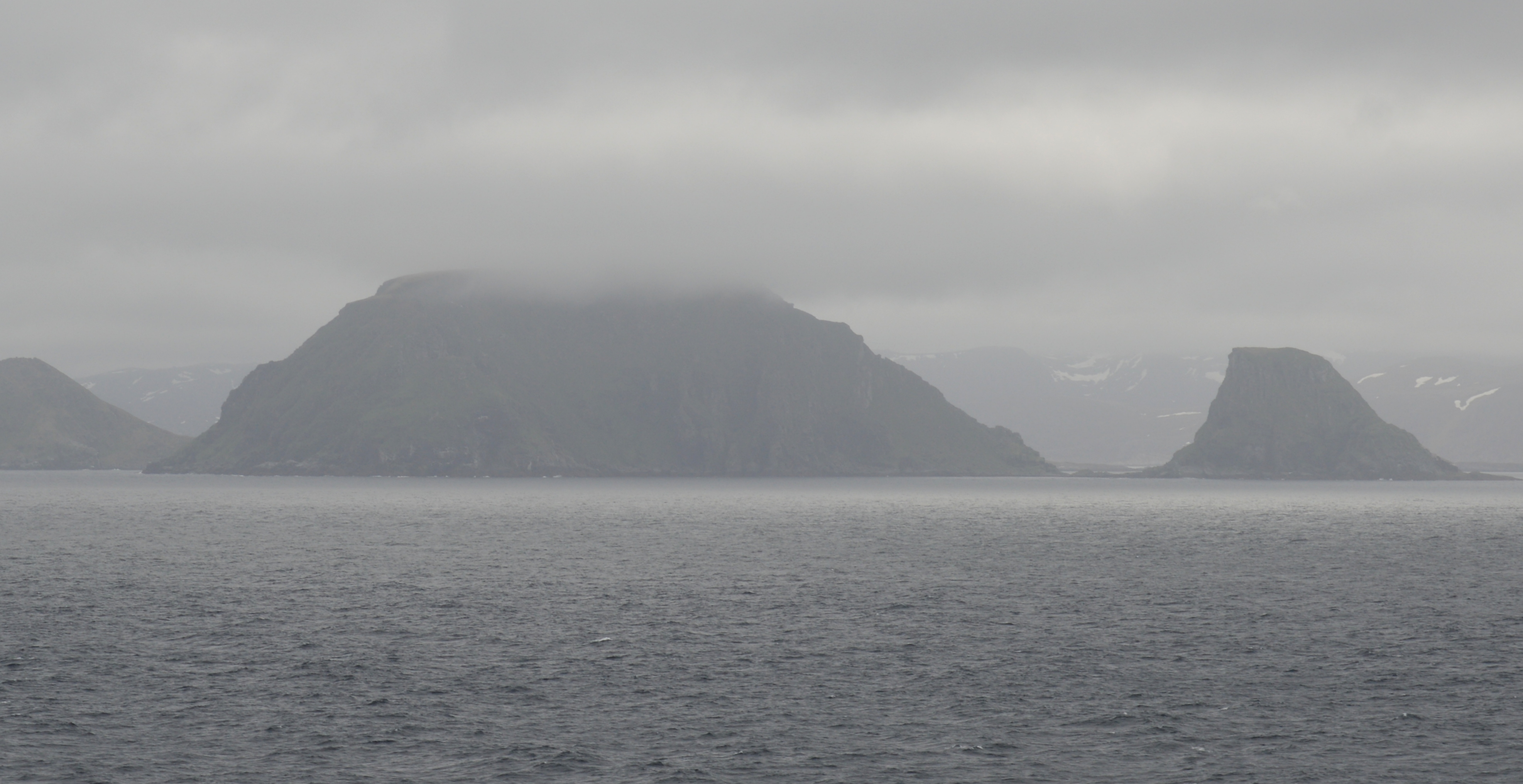
Storstappen, Blick von Norden, links Kjerkestappen, rechts Stauren

Storstappen ist eine unbewohnte Insel in Norwegen und gehört zur Gemeinde Nordkapp in der norwegischen Provinz Finnmark.
Sie ist die größte Insel der als Naturschutzgebiet ausgewiesenen Inselgruppe Gjesværstappan im Europäischen Nordmeer. Auf ihrer Südwestseite schließt sich die Halbinsel Stauren an. Südöstlich liegt Kjerkestappen. Die Insel Storstappen ist inklusive Stauren etwa 1,8 Kilometer lang bei einer Breite von bis zu 1,3 Kilometer. Sie erreicht eine Höhe von 282 Metern. Die Küsten fallen steil zum Meer hin ab.
In der Vergangenheit war Storstappen bewohnt, heute gibt es jedoch keine ständigen Bewohner mehr. Bekannt ist die Insel für die hier lebenden Kolonien von Seevögeln. So gibt es auf Storstappen die nördlichste Kolonie von Basstölpeln. Das Naturschutzgebiet zu dem die Insel gehört besteht seit dem 28. Januar 1983.